# Radunje
Radunje (cyr. Радуње) – wieś w Serbii, w okręgu rasińskim, w gminie Brus. W 2011 roku liczyła 61 mieszkańców.